# Canyon du Guartelá
Le canyon du Guartelá (en portugais : Cânion Guartelá) se situe dans le Sud du Brésil,,.